# Hydrobates monteiroi

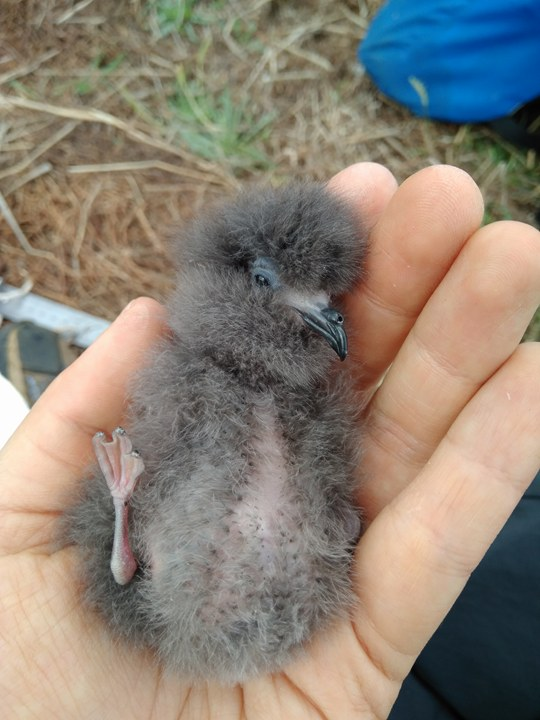
Cria de painho-de-monteiro

Painho-de-monteiro ou painho-dos-açores (Hydrobates monteiroi Bolton et al 2008)ref>«Monteiro's Storm-petrel (Hydrobates monteiroi) - BirdLife species factsheet». datazone.birdlife.org. Consultado em 24 de janeiro de 2018</ref>, popularmente conhecido como painho-de-monteiro, é uma espécie de ave marinha de hábitos pelágicos da família Hydrobatidae, cuja únicas colónias nidificantes conhecidas estão no ilhéu da Praia e ilhéu de Baixo, ao largo da ilha Graciosa, nos Açores, sendo uma espécie endémica deste arquipélago. 

## Identificação
O painho-de-monteiro é a menor ave marinha dos Açores, apresentando um comprimento de apenas 18–20 cm e um peso entre 35 e 60 g. A sua coloração é escura com uma faixa branca no uropígio e a cauda é ligeiramente mais bifurcada do que a cauda do Paínho-da-Madeira. Os seus ovos são mais pequenos do que os desta última espécie também.

## Reprodução
Os painhos-de-monteiro são capazes de reproduzir-se a partir de dois anos de idade. Tal como todos os Procellariiformes, as fêmeas põem um único ovo, sem possibilidade de efetuar uma postura de substituição em caso de fracasso. As posturas decorrem entre o final de abril e o início de julho. A duração da incubação é de cerca de 45 dias e a da criação é de dois meses. Ambos progenitores participam na incubação e na criação. As crias saem do ninho entre meados de agosto e o início de outubro. Os ninhos ocupam, preferencialmente, cavidades rochosas, frequentemente em zonas baixas e planas. A instalação de ninhos artificiais no ilhéu da Praia em 2000 e 2001 permitiu um aumento notável do tamanho populacional da espécie. Atualmente, considera-se que este ilhéu alberga a maior colónia de painhos-de-monteiro do mundo, com pouco mais de 100 pares.

## Alimentação
Os hábitos alimentares dos painhos-de-monteiro distribuem-se por todo o ciclo circadiano. Durante o dia capturam pequenos peixes e lulas. À noite, ingerem organismos mesopelágicos que fazem migrações noturnas para a superfície (por exemplo, mictofídeos). Nos tempos da baleação eram observados frequentemente a alimentar-se dos desperdícios desta atividade, razão porque também são chamados de melro-da-baleia. Provavelmente existem importantes diferenças na dieta e na área de pesquisa alimentar dos painhos-de-monteiro e da-madeira, tendo em vista as diferenças consideráveis que as duas espécies apresentam nos níveis de mercúrio orgânico e nas concentrações de isótopos estáveis de nitrogénio e de carbono nas penas. Tal como se supõe com as outras espécies de painhos, considerava-se que os painhos-de-monteiro se alimentavam exclusivamente na superfície do mar. Contudo, um estudo recente mostrou que os adultos desta espécie mergulham regularmente durante a época de reprodução, embora as profundidades alcançadas não ultrapassem algumas dezenas de centímetros. Os resultados das análises de isótopos estáveis de carbono nas penas sugerem que os painhos-de-monteiro permanecem nas águas açorianas durante o ano todo.

## Descrição
A espécie foi descrita e catalogada pelo Departamento de Oceanografia e Pescas da Universidade dos Açores em conjunto com a Royal Society for the Protection of Birds. Foi assim batizada em homenagem ao investigador da UAC Luís Monteiro, falecido num acidente com um avião da SATA Air Açores, ocorrido na ilha de São Jorge em Dezembro de 1999.
Esta espécie rara, que existe apenas nos ilhéus da Graciosa, apresenta ligeiras diferenças em relação à espécie Hydrobates castro (painho-da-madeira). Essas diferenças, nomeadamente o tamanho dos espécimes e as respectivas vocalizações, incompatibilizam as duas populações, impedindo que se reproduzam entre si. A individualização das espécies foi confirmada por análise genética.
As pesquisas começaram na década de 1990 por iniciativa de Luís Monteiro, cujo trabalho permitiu identificá-la como uma espécie endémica dos Açores e única no mundo.
O jovem investigador do Departamento de Oceanografia e Pescas da Universidade de Açores não chegou, no entanto, a ver reconhecida a espécie à qual o seu nome ficou ligado. Luís Monteiro morreu a 11 de de dezembro de 1999, quando o avião da SATA, em que seguia, de Ponta Delgada para a Horta, embateu no Pico da Esperança, na ilha de São Jorge, vitimando os 35 ocupantes.

## Onde observar
É uma ave que se observa apenas no mar. A maior parte das vezes observam-se indivíduos isolados entre maio e agosto, ao norte da ilha Graciosa e algumas milhas a sueste do ilhéu de Baixo. Ao contrário da maioria das espécies não realiza migrações após o período reprodutor, permanecendo em águas açorianas durante todo o ano.

## Ameaças
Esta espécie não deve ser muito afetada pela pressão humana, uma vez que os seus ninhos, não são difíceis de localizar, como é também difícil chegar até à ave ou ao seu ovo. Tal como para as outras aves marinhas, as principais ameaças estão relacionadas com a presença de mamíferos introduzidos (ratazanas, gatos, furões) e de aves de rapina (incluindo as espécies indígenas tais como o bufo-pequeno, Asio otus) nas proximidades dos seus locais de nidificação.
Em 2016, o sucesso reprodutor no ilhéu de Praia foi de apenas 26,8%, o menor já registrado. Suspeita-se que algumas das mortes e falhas de ninho podem ser atribuídas a lagartixa-da-madeira  (Teira dugesii), uma espécie pertencente à família Lacertidae introduzida neste ilhéu. Todas as crias foram encontrados arrastadas para fora dos seus ninhos, um comportamento que não é consistente com mortes de predadores aéreos. As lagartixas foram suspeitas porque são o único predador possível em terra.

## Conservação
O painho-de-monteiro está incluído no Anexo I da Diretiva Aves e no Anexo II (espécies de fauna de propriedade estritamente protegida) da Convenção sobre a Conservação da Vida Selvagem e Habitats Naturais (Convenção de Berna).
Nos últimos 20 anos, foram realizados 9 projetos com o apoio da Comissão Europeia que beneficiou de alguma forma o painho-de-monteiro:
- Conservação de aves marinhas e seus habitats nos Açores - LIFE94 NAT/P/001034
- MARE (Gestão Integrada dos Sítios Costeiros e Marítimos dos Açores) - B4-3200/98-509, LIFE 98 NAT/P/005275
- Marine IBA - Áreas de aves importantes para aves marinhas em Portugal - LIFE04 NAT/P/000213
- OGAMP (Planejamento e Gerenciamento de Áreas Marinhas Protegidas) - INTERREG IIIBMAC /4.2/A2
- MARMAC (Conhecimento, Promoção e Valorização para uma Utilização Sustentável da Marinha
- Áreas Protegidas na Macaronésia - INTERREG IIIB/FEDER/MARMAC/003-4/2005-6 Mecanismos da dinâmica da biodiversidade insulares - FEDER FCOMP-01-0124-FEDER 007061
- SAFE ISLANDS FOR SEABIRDS (Ilhas seguras para as aves marinhas/Inicio da restauração de ecossistemas orientados para aves marinhas nos Açores) - LIFE07 NAT/P/000649
- MACAROAVES (Desenvolvimento rural e turismo ornitológico) - MAC/3/C280
- LIFE Euro SAP (esforços coordenados para a recuperação internacional de espécies)

O projeto LIFE07 NAT/P/000649, embora não trabalhou diretamente com esta espécie, foi implementado na ilha de Corvo, onde vários indivíduos foram detetados. No entanto, os comportamentos de reprodução e os locais ainda devem ser confirmados.
Projectos não financiados pela UE:
- AMIR (Aves marinhas como indicadores de alimentos marinhos e estrutura das telhas de comida na Região dos Açores) - PRAXIS XXI/2/2.1 / MAR/1680/95. Fundação para uma Ciência e Tecnologia(FCT), agência de financiamento nacional.
- PAINHO (Ecologia e conservação das populações temporariamente segregadas de Oceanodroma castro criando nos Açores) - POCTI-BIA-13194/98, PRAXIS / C / BIA / 13194/98. Fundação para uma Ciência e Tecnologia (FCT), agência de financiamento nacional.
- Mecanismos da dinâmica da biodiversidade insular - PTDC/BIA-BDE/67286/2006. Fundação para Ciência e Tecnologia (FCT), agência de financiamento nacional.
- Monteiro’s Storm-petrel Project (fase 1) - Programa de Prevenção de Extinções (PEP) BirdLife International
- MoniAves (Monitorização integrada de aves marinhas nos açores) - Programa lançado pela Direcção Regional do Ambiente dos Açores.
- Studying relatedness and phenotypic traits of Monteiro's storm-petrels: what do they reveal about mating patterns?: o que eles revelam sobre padrões de acasalamento? Subvenção do Grupo Seabird 2015.[15]